# Dentifovea praecultalis
Dentifovea praecultalis là một loài bướm đêm trong họ Crambidae.